# Acanthagrion taxaense
Acanthagrion taxaense là một loài chuồn chuồn kim trong họ Coenagrionidae.
Loài này được xếp vào nhóm Loài cực kỳ nguy cấp trong sách Đỏ của IUCN năm 2006.
Acanthagrion taxaense được miêu tả khoa học năm 1965 bởi Santos.